# Créon
Créon – miejscowość i gmina we Francji, w regionie Nowa Akwitania, w departamencie Żyronda.
Według danych na rok 1990 gminę zamieszkiwało 2508 osób, a gęstość zaludnienia wynosiła 313 osób/km² (wśród 2290 gmin Akwitanii Créon plasuje się na 175. miejscu pod względem liczby ludności, natomiast pod względem powierzchni na miejscu 1203.).